# Oviri

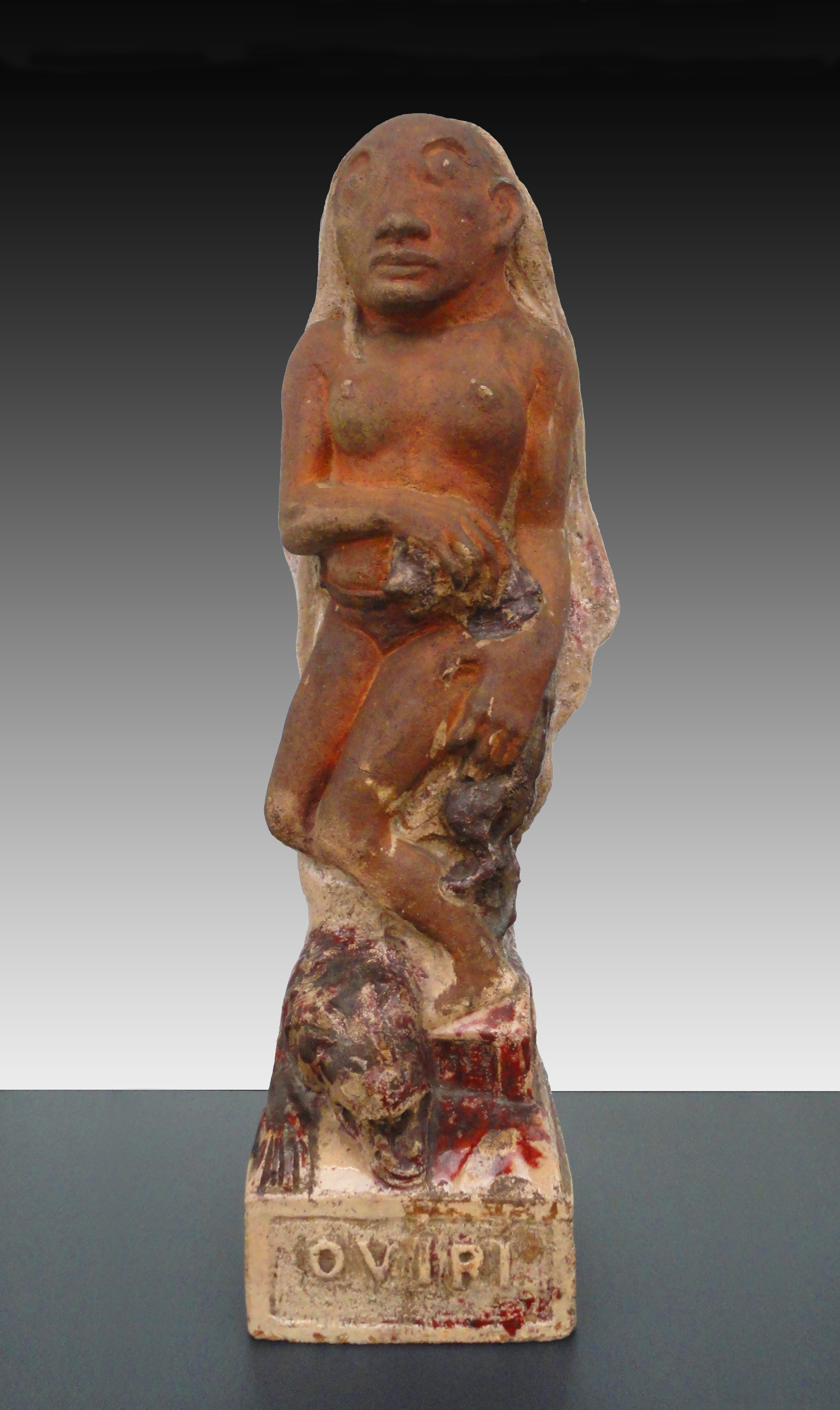
Paul Gauguin, Oviri (Sauvage), 1894, grês parcialmente esmaltado, 75 × 19 × 27 cm, Musée d'Orsay, Paris

Oviri (taitiano para selvagem) é uma escultura de cerâmica de 1894 do artista francês Paul Gauguin. Na mitologia taitiana, Oviri era a deusa do luto e é mostrada com longos cabelos claros e olhos selvagens, sufocando um lobo com os pés enquanto segurava um filhote nos braços. Os historiadores da arte apresentaram múltiplas interpretações — geralmente que Gauguin pretendia que fosse um epíteto para reforçar a sua autoimagem de "selvagem civilizado". As deusas taitianas de sua época haviam desaparecido da memória popular em 1894, mas Gauguin romantiza o passado da ilha à medida que chega a fontes mais antigas, incluindo um relevo assírio de um tipo de mestre dos animais e múmias Majapahit. Outras possíveis influências incluem crânios preservados das Ilhas Marquesas, figuras encontradas em Borobudur e um templo budista mahayana do século IX em Java Central.
Gauguin fez três moldes, cada um em grês parcialmente esmaltado, e embora existam várias cópias em gesso ou bronze, o molde original está no Musée d'Orsay. Suas vendas dos moldes não tiveram sucesso e, em situação financeira e pessoal difícil, ele pediu que um fosse colocado em seu túmulo. Existem apenas três outros comentários dele sobre a figura: ele descreveu a figura como um "enigma estranho e cruel" em uma apresentação de 1895 de duas impressões de uma xilogravura de Oviri para Stéphane Mallarmé; ele se referiu a ela como La Tueuse (A Assassina) em uma carta de 1897 para Ambroise Vollard; e anexou uma inscrição referenciando o romance Séraphîta de Honoré de Balzac em um desenho de c. 1899. Oviri foi exibido no Salon d'Automne de 1906 (no. 57) onde influenciou Pablo Picasso, e baseou uma das figuras de Les Demoiselles d'Avignon.

## Contexto
Gauguin foi sobretudo um pintor; chegou à cerâmica por volta de 1886, quando foi ensinado pelo escultor e ceramista francês Ernest Chaplet. Os dois foram apresentados por Félix Bracquemond que, inspirado na nova arte cerâmica francesa, estava experimentando a forma. Durante o inverno de 1886-87, Gauguin visitou a oficina de Chaplet no Quartier Latin, onde colaboraram em potes de grês com figuras aplicadas ou fragmentos ornamentais e alças múltiplas.

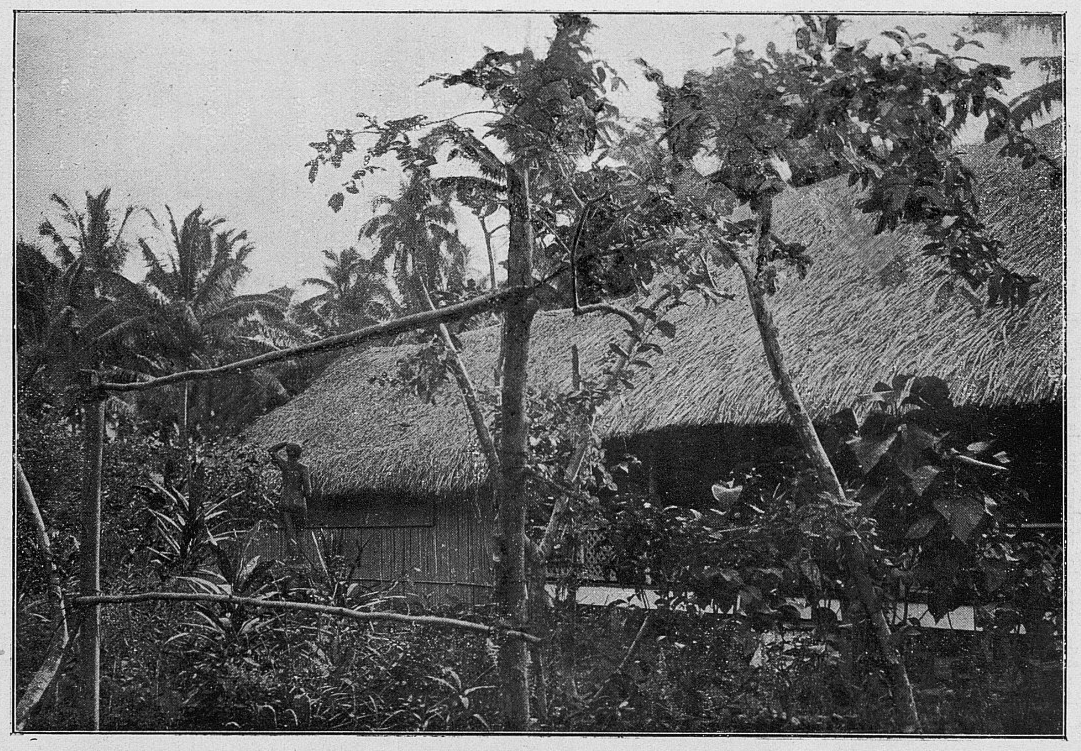
Fotografia de Jules Agostini de 1896 da casa de Gauguin em Punaauia, Polinésia Francesa

Gauguin visitou o Taiti pela primeira vez em 1891 e, atraído pela beleza das mulheres taitianas, realizou um conjunto de retratos escultóricos em papel, semelhantes a máscaras. Eles evocam tanto a melancolia quanto a morte, e recordam o estado de faaturuma (meditação ou melancolia); imagens e humores posteriormente usados na Oviri. Os primeiros entalhes de Gauguin no Taiti eram em madeira de goiabeira que se desintegrou rapidamente e não sobreviveu.
Ele completou Oviri no inverno de 1894, durante seu retorno do Taiti, e o submeteu ao salão da Société Nationale des Beaux-Arts em 1895, inaugurado em abril do ano seguinte. Existem duas versões do que se seguiu: Charles Morice afirmou em 1920 que Gauguin foi "literalmente expulso" da exposição; em 1937, Ambroise Vollard escreveu que a peça só foi admitida quando Chaplet ameaçou retirar suas próprias obras em protesto.
De acordo com Bengt Danielsson, Gauguin estava interessado em aumentar a sua exposição pública e aproveitou esta oportunidade escrevendo uma carta indignada ao Le Soir, lamentando o estado da cerâmica moderna.

No início de 1897, Vollard enviou uma carta a Gauguin sobre a possibilidade de fundir as suas esculturas em bronze. A resposta de Gauguin centrou-se em Oviri:
Acredito que a minha grande estátua em cerâmica, a Tueuse (A Assassina), é uma peça excepcional como nenhum ceramista fez até agora e que, além disso, ficaria muito bem fundida em bronze (sem retoques e sem pátina). Desta forma o comprador teria não só a peça de cerâmica em si, mas também uma edição em bronze para ganhar dinheiro.
O historiador de arte Christopher Gray menciona três moldes de gesso, cujas superfícies fissuradas sugerem que foram retiradas de uma escultura em madeira anterior não documentada que não existe mais. Um foi doado ao pintor George-Daniel de Monfreid e agora pertence ao Musée départemental Maurice Denis em Saint-Germain-en-Laye. Outra versão em gesso, com acabamento superficial em madeira, foi mantida por Gustave Fayet, e posteriormente fez parte da coleção de seu filho, Léon. A terceira versão ficou com o artista que fez os moldes. Vários bronzes foram produzidos, incluindo a versão colocada no túmulo de Gauguin em Atuona, erguido em 29 de março de 1973.

## Descrição e fontes

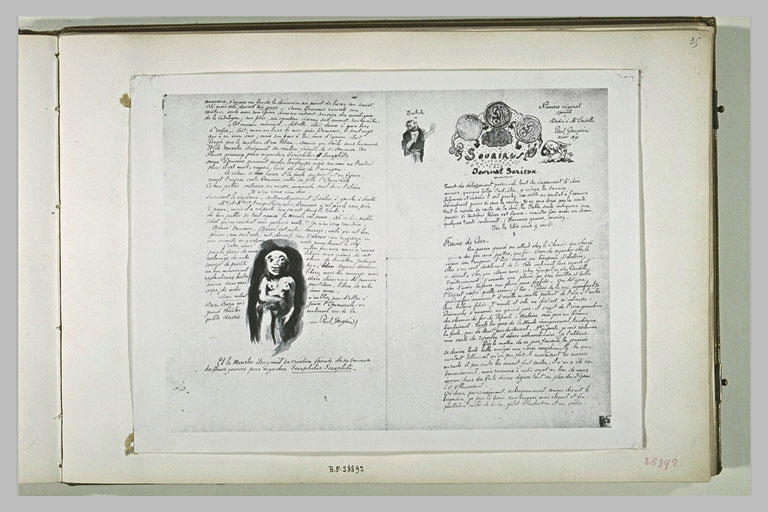
Primeiro número de Le Sourire, Journal sérieux, 1899. Louvre, Cabinet des Dessins

Oviri tem longos cabelos loiros ou grisalhos que chegam até os joelhos. Sua cabeça e olhos são desproporcionalmente grandes, enquanto a abertura na parte de trás da cabeça lembra um orifício vaginal. Ela segura um filhote de lobo no quadril, um símbolo de sua indiferença e poder selvagem. Não está claro se Oviri está sufocando ou abraçando o filhote, mas sua pose invoca ideias de sacrifício, infanticídio e o arquétipo da mãe vingativa, influenciada pela pintura de Eugène Delacroix de 1838, Medeia furiosa. Um segundo animal, provavelmente outro lobo, está a seus pés, curvando-se em submissão ou morto. Historiadores de arte, incluindo Sue Taylor, sugerem que o segundo animal pode representar Gauguin.
A associação entre a mulher e um lobo decorre de uma observação que Degas fez em defesa do trabalho de Gauguin na mal recebida exposição Durand-Ruel de 1893, quando Degas citou a fábula de La Fontaine, O Lobo e o Cão, que geralmente é considerada como uma implicação de que a liberdade não deveria ser trocada por conforto ou ganho financeiro: "Veja, Gauguin é o lobo." Em Oviri, o lobo maduro — o Gauguin europeu — morre enquanto o filhote — o Gauguin do Taiti — sobrevive.

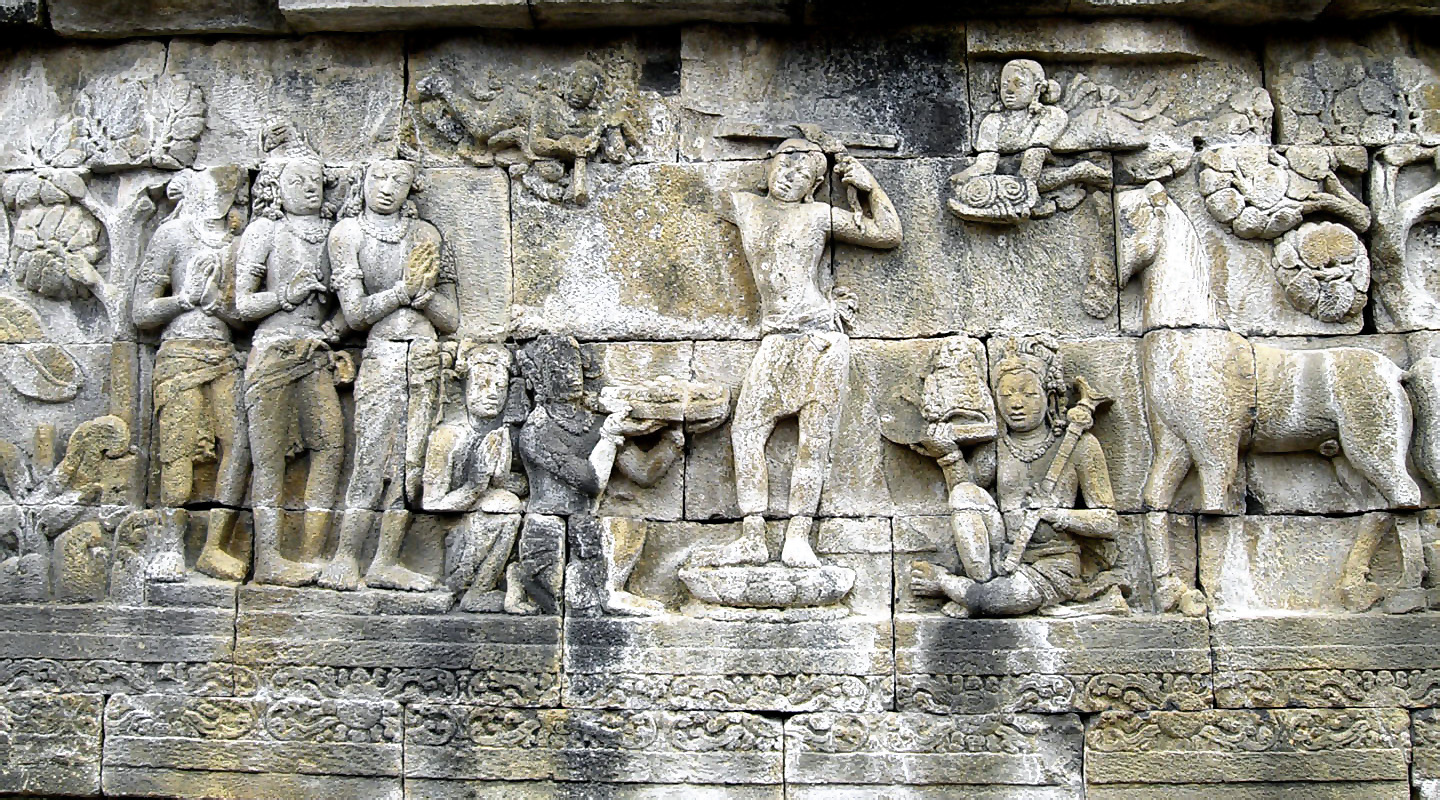
Siddharta Gautama, friso do século VIII, Borobudur

Os mitos taitianos já haviam desaparecido em grande parte na época de Gauguin (ele baseou seus próprios relatos em outras fontes sem reconhecimento), assim como a maioria dos artefatos associados a essa cultura. A sua representação de Oviri é em grande parte um trabalho de imaginação, informada por uma coleção do que ele descreveu como o seu "pequeno mundo de amigos" e que levou consigo para o Taiti na sua primeira visita. Estas incluíam a litografia La Mort de Odilon Redon, fotografias de temas como o friso de um templo em Borobudur, Java, e um fresco egípcio de um túmulo da XVIII dinastia em Tebas. Outras fontes que foram sugeridas incluem um relevo assírio de Gilgamesh segurando um filhote de leão agora no Louvre, e uma figura de terracota Majapahit do museu de Jacarta.
A cabeça da Oviri parece baseada em crânios mumificados de chefes das Ilhas Marquesas, cujas órbitas oculares eram tradicionalmente incrustadas com madrepérola e adoradas como divinas. Elementos de seu corpo podem ser inspirados em imagens da fecundidade de Borobudur. Assim, a vida e a morte foram evocadas na mesma imagem. Em carta a Mallarmé tentando arrecadar uma assinatura pública para a compra da obra, Morice intitulou a escultura Diane Chasseresse (Diana, a Caçadora), uma alusão à antiga deusa grega Diana da caça, da lua e do parto. Ele fez a mesma referência em seus poemas sobre Oviri. Barbara Landy interpreta o tema da vida e da morte como uma indicação da necessidade de Gauguin abandonar o seu ego civilizado num regresso ao estado natural do selvagem primitivo. A obra está relacionada com a cerâmica Vênus Negra de 1889, que mostra uma mulher ajoelhada sobre uma cabeça decepada que lembra a do artista.
A historiadora da arte Nancy Mowll Mathews acredita que as criaturas em seus braços e pés são na verdade raposas, animais que Gauguin usou em sua escultura em madeira de 1889 , Soyez Amoureuses Vous Serez Heureuses, e em sua pintura a óleo de Pont-Aven de 1891 , La Perte du Pucelage. Em uma carta de 1889 a Émile Bernard, ele descreveu a raposa de Soyez Amoureuses como um "símbolo indiano de perversidade". Há uma longa tradição no folclore asiático de que as raposas têm o poder de se transformar em mulheres (por exemplo, no folclore japonês Yōkai ou Kitsune).
Gauguin retrata a figura de Oviri em pelo menos um desenho, duas monotipias de transferência em aquarela e duas xilogravuras. É possível que as xilogravuras tenham sido criadas em Pont-Aven no verão de 1894; antes da cerâmica.
O último a aparecer é provavelmente o desenho do que é aparentemente o primeiro número do jornal de Gauguin em Papeete, Le Sourire "(O Sorriso: Um Jornal Sério)", publicado entre agosto de 1899 e abril de 1900. Foi acompanhado pela inscrição "Et le monstre, entraînant sa créature, féconde de sa semence des flancs généreux pour engendrer Séraphitus-Séraphita" (E o monstro, abraçando sua criação, encheu seu ventre generoso com sementes e gerou Séraphitus-Séraphita). Séraphitus-Séraphita é uma alusão ao romance Séraphîta de Balzac, que apresenta um herói andrógino. Neste primeiro número de Le Sourire, ele revisou uma peça de um autor Maohi local que tratava do incesto (entre outros temas), e invoca Séraphitus-Séraphita. A crítica felicitou o “autor selvagem” da peça e terminou com um apelo à libertação das mulheres através da abolição do casamento. O desenho que acompanha é distintamente andrógino.

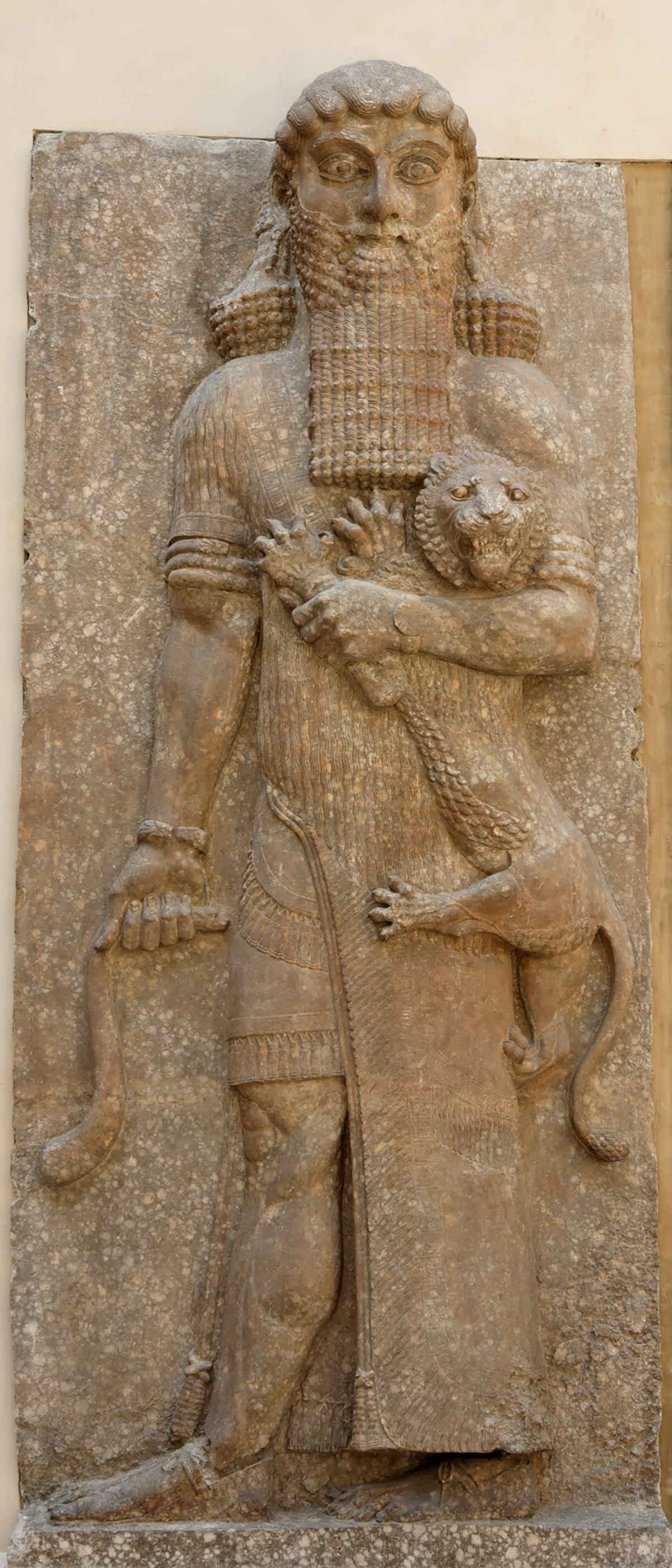
Relevo de uma fachada na sala do trono de Sargão II (Korsabad, 713–706 a.C.), mostrando um herói assírio agarrando um leão e uma cobra, Louvre
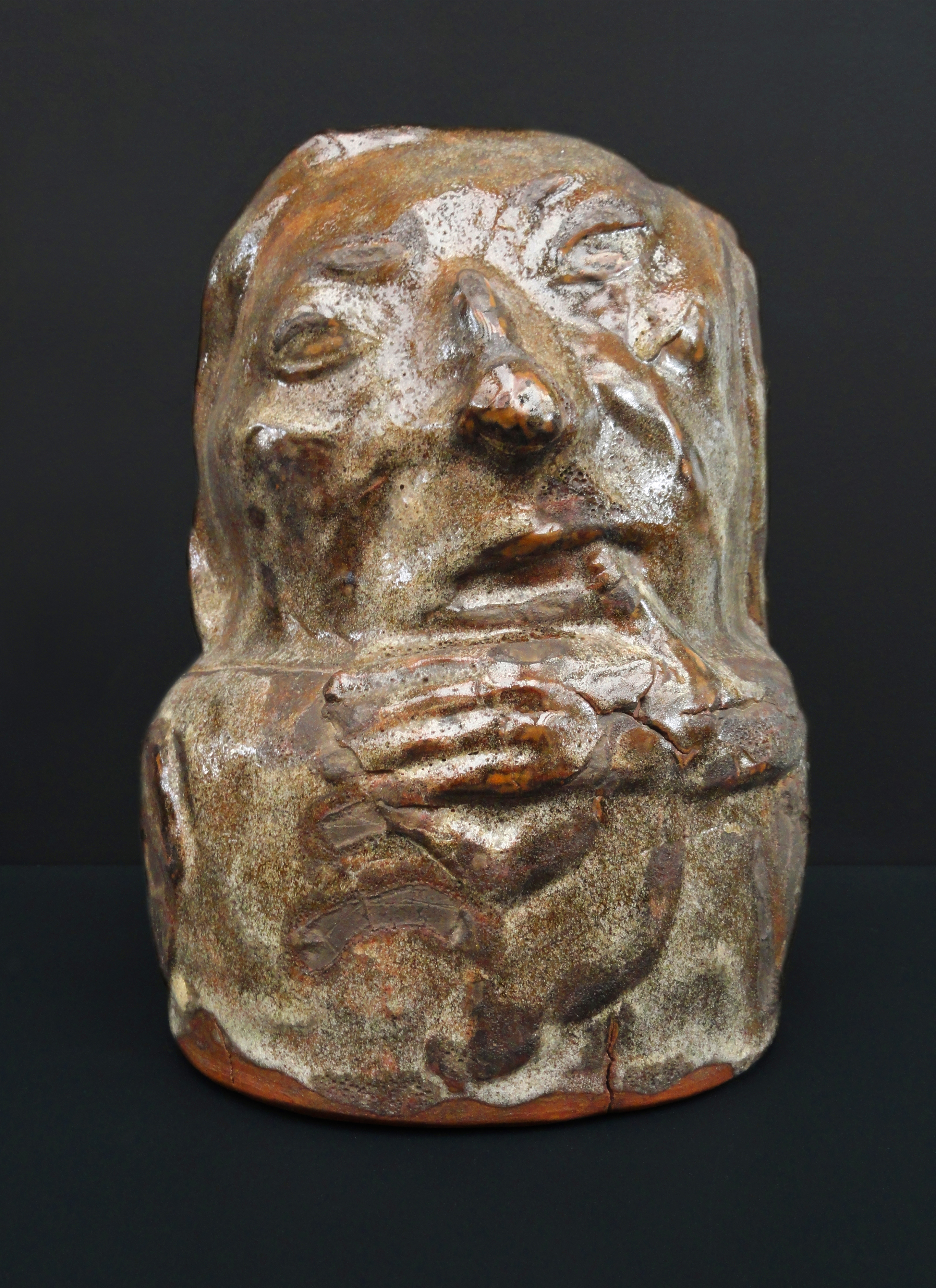
Pot Anthropomorphe, 1889, grés esmaltado, Museu de Orsay
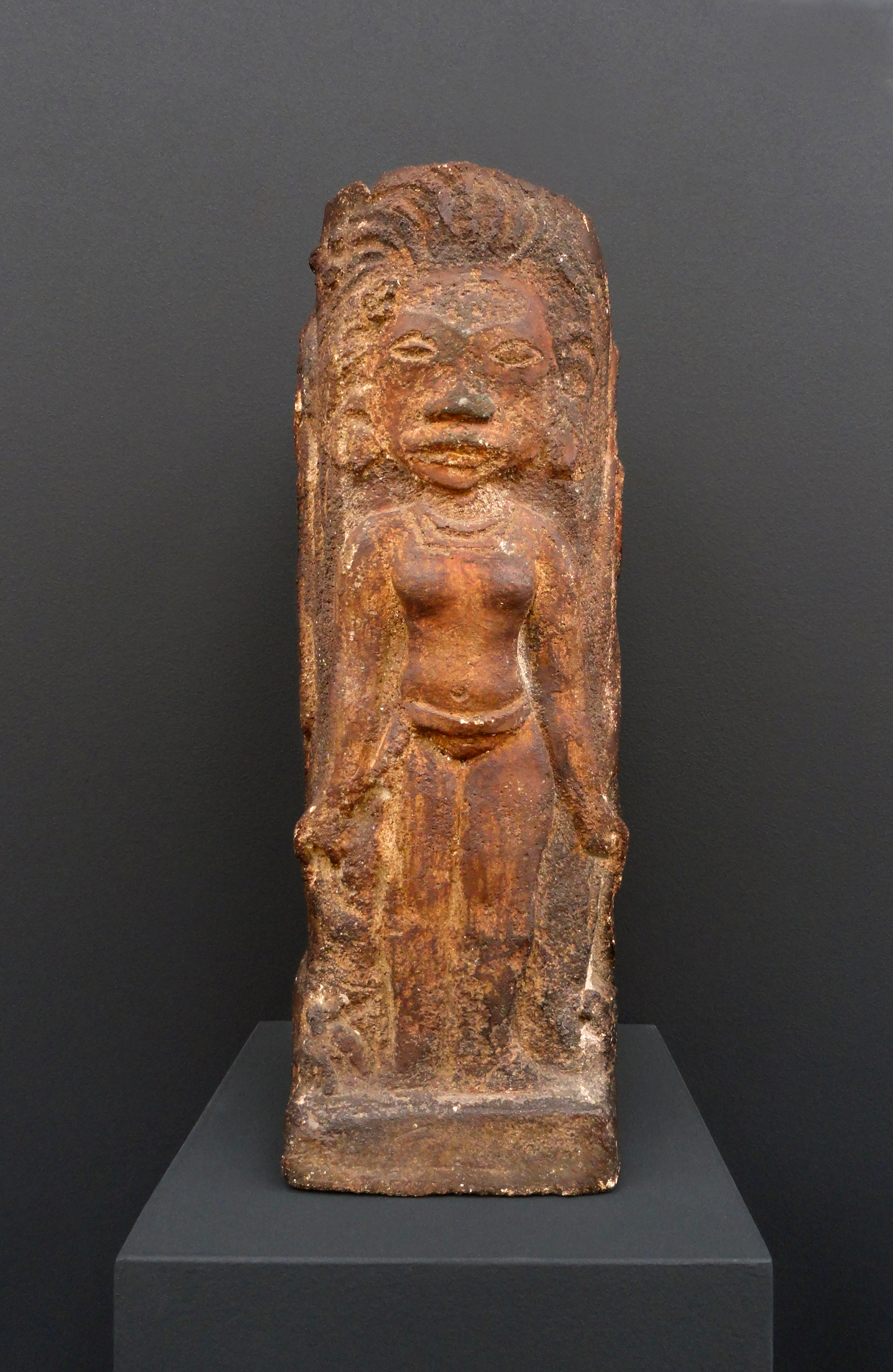
Paul Gauguin, 1893-95, Objet décoratif carré avec dieux tahitiens, terracota, Museu d'Orsay
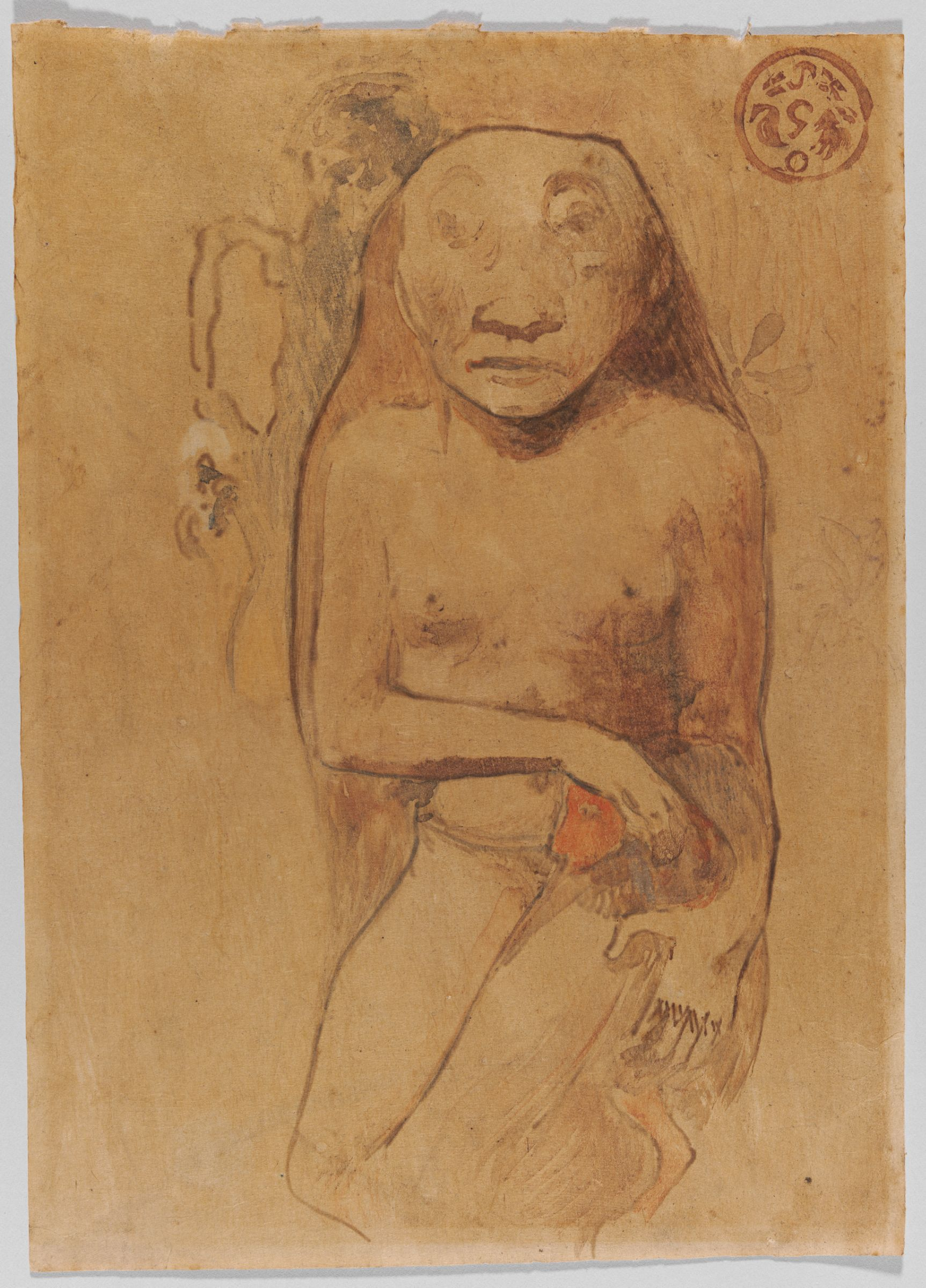
Oviri, 1894, monotipia em aquarela, Museu Fogg, Boston

## Interpretação
Os historiadores da arte apresentaram várias teorias sobre a aparente multiplicidade de significados inerentes à representação de Gauguin. Obviamente, a figura invoca lendas taitianas e temas de morte e superstição. Reflete a visão da artista sobre a sexualidade feminina; um motivo comum na arte do século XIX era a conexão entre cabelos longos e rebeldes e a feminilidade maligna. Relacionado está o deleite que Gauguin tirou do título alternativo de "selvagem" e as implicações de uma divindade brutal e sanguinária, que parece referir-se tanto a si mesmo quanto à deusa.

### Divindade do Taiti
A figura de Gauguin invoca a deusa polinésia Hina, retratada por Morice como uma divindade semelhante a Diana segurando um filhote de lobo, "monstruoso e majestoso, embriagado de orgulho, raiva e tristeza". Gauguin intitulou um autorretrato em gesso de 1894 como Oviri. O original está perdido, mas vários moldes de bronze sobreviveram. Ele usou espelhos duplos para capturar seu perfil Inca familiar, o resultado reprisando seu Jarro em Forma de Cabeça, Autorretrato. Esta foi uma das primeiras ocasiões em que Gauguin aplicou o termo Oviri a si mesmo.
"Gauguin às vezes também se referia a si mesmo como Oviri, o selvagem...", escreve Merete Bodelsen. A versão de Stuttgart de sua pintura a óleo de 1892, De Onde Viemos? O Que Somos? Para Onde Vamos? Retrata uma mulher segurando um filhote de lobo. Pollitt observa que esta figura atarracada, escultural e andrógina dá um primeiro vislumbre de Oviri. Oviri era o título de uma canção popular do Taiti — uma melodia melancólica de amor e saudade que menciona o "coração selvagem e inquieto" do sujeito. Ela narra o amor entre duas mulheres, que se tornaram silenciosas e frias. Gauguin traduziu o verso em seu diário romantizado Noa Noa (taitiano para fragrância, um projeto escrito que ele empreendeu para examinar sua experiência taitiana, que acompanhou com uma série de dez xilogravuras); a única de suas canções reimpressa no jornal taitiano La Guêpes quando ele se tornou editor. Danielsson acredita que a música ecoa a dupla ligação de Gauguin com sua esposa dinamarquesa Mette e sua então vahine (taitiano para mulher) Teha'amana, sua jovem esposa nativa e ponto focal de Noa Noa.

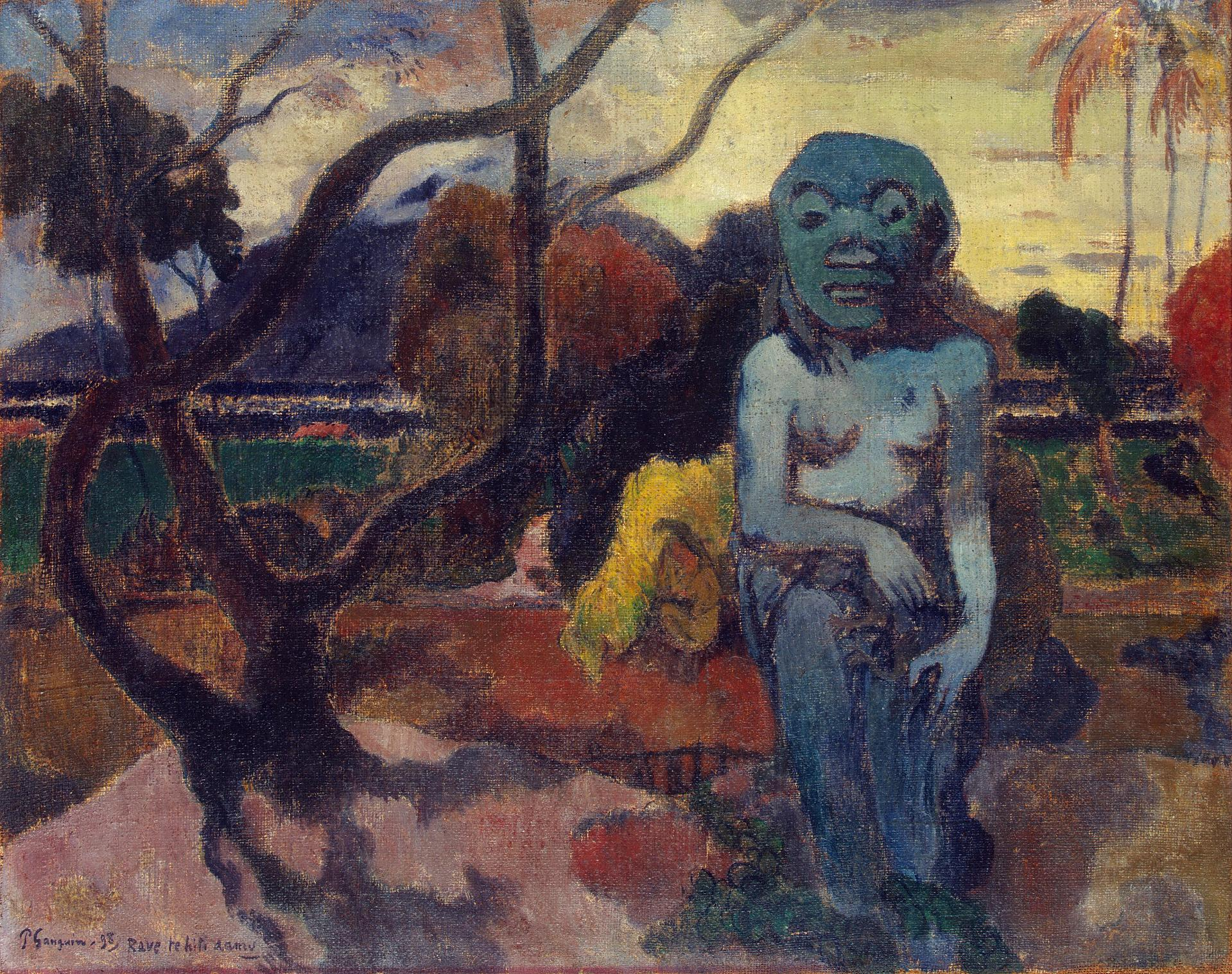
Rave te iti aamu (O Ídolo), 1898. Hermitage.

Noa Noa contém o relato de uma viagem de Gauguin às montanhas com um jovem que ele eventualmente entende como assexuado, levando-o a meditar sobre o "lado andrógino do selvagem" em seu manuscrito. Ben Pollitt observa que na cultura taitiana tanto artesão/artista, como guerreiro/caçador e dona de casa/cuidador, foram concebidos de forma andrógina, uma posição de gênero ambígua que apelou à natureza subversiva de Gauguin. Taylor acredita que Charles Morice pode ter descrito Gauguin em seu poema de 1897, Hina et te Fatou, como parte de dois longos trechos de sua colaboração em Noa Noa. Gray vê a escultura como uma representação "da expressão da profunda desilusão e desânimo de Gauguin".
Noa Noa faz parte da documentação de Gauguin sobre suas experiências como visitante colonial do Taiti em 1891-1893. Ele usou pela primeira vez o termo Noa Noa para descrever o perfume das mulheres taitianas: "Um perfume mesclado, meio animal, meio vegetal emanava delas; o perfume de seu sangue e da gardenia tahitensis, que usavam nos cabelos". Ao retornar a Paris em 1893, Gauguin estava apreensivo em expor suas obras taitianas. Noa Noa deveria fornecer o contexto necessário para que o público compreendesse os novos motivos apresentados na sua exposição Durand-Ruel, porém, o livro não foi concluído a tempo para a abertura.

### Autorretrato
Gauguin pediu que Oviri fosse colocado em seu túmulo, o que parece indicar que ele via a figura como seu alter-ego. De acordo com Mathews, ele via a raposa tão mutável em gênero quanto ele e, portanto, um símbolo de sexualidade perigosa. Várias fontes indicam que Gauguin sofria de uma erupção cutânea sifilítica que o impediu de viajar para o Taiti durante vários meses. Ele sugere que o orifício é um diminutivo para a mulher que o infectou. O antropólogo Paul van der Grijp acredita que Oviri pretendia ser um epíteto para reforçar a persona de Gauguin como um "selvagem civilizado". Em sua carta final a Morice, o artista escreveu que "Você estava errado naquele dia quando disse que eu estava errado ao dizer que era um selvagem. É verdade: eu sou um selvagem. E as pessoas civilizadas percebem o fato. Em meu trabalho há não há nada que possa surpreender ou desconcertar, exceto o fato de que sou um selvagem, apesar de tudo. É também por isso que meu trabalho é inimitável."

## Recepção e influência

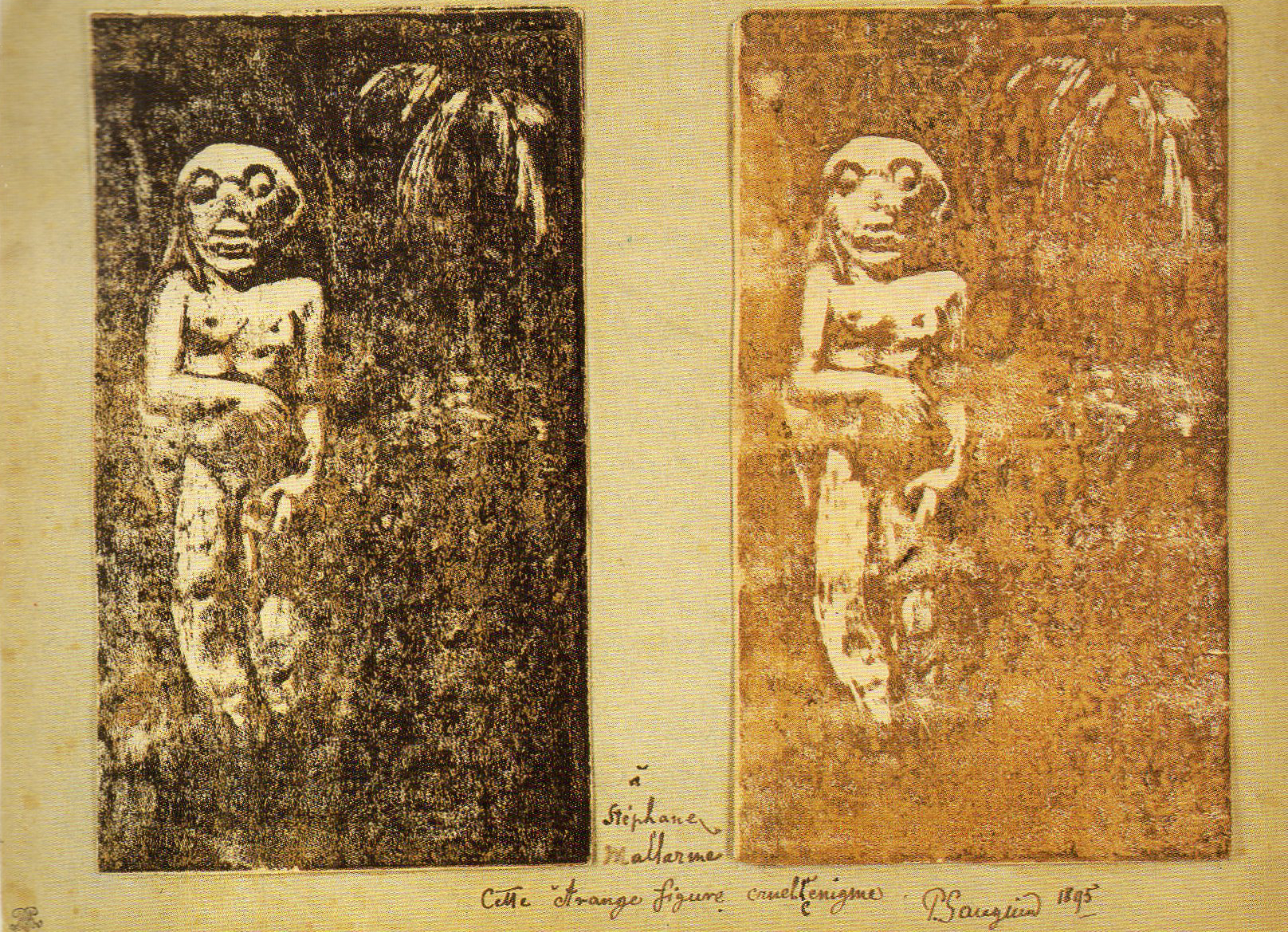
Montagem de apresentação de Oviri para Stéphane Mallarmé, 1895. Instituto de Arte de Chicago

Quer a escultura fosse ou não exposta no Salon de la Nationale, ela estava marcada para o proprietário do café Lévy, na rue Saint-Lazare, 57, com quem Gauguin havia celebrado um acordo para representá-lo antes de sua última partida para o Taiti. Não foi vendido e Charles Morice não conseguiu arrecadar dinheiro público para adquiri-lo para a nação. Gauguin pensava que o seu único provável patrono interessado seria Gustave Fayet, que acabou por comprá-lo por 1.500 francos, mas apenas em 1905, após a morte de Gauguin.
Gauguin foi celebrado pela vanguarda parisiense após as exposições retrospectivas póstumas no Salon d'Automne em 1903 e 1906. O poder evocado pelo seu trabalho levou diretamente a Les demoiselles d'Avignon em 1907. De acordo com o crítico David Sweetman, Picasso tornou-se um aficionado de Gauguin em 1902, quando fez amizade com o escultor e ceramista espanhol expatriado Paco Durrio em Paris. Durrio era amigo de Gauguin e realizou várias de suas obras na tentativa de ajudar seu amigo pobre no Taiti, promovendo sua obra em Paris.

O historiador de arte John Richardson escreve:
A exposição de 1906 da obra de Gauguin deixou Picasso mais do que nunca sob o domínio deste artista. Gauguin demonstrou que os mais díspares tipos de arte — para não falar de elementos da metafísica, da etnologia, do simbolismo, da Bíblia, dos mitos clássicos e de muitos outros — podiam ser combinados numa síntese que era do seu tempo, mas intemporal. Um artista também poderia confundir noções convencionais de beleza, demonstrou ele, atrelando seus demônios aos deuses sombrios (não necessariamente taitianos) e explorando uma nova fonte de energia divina.
Tanto Sweetman quanto Richardson apontam Oviri como uma grande influência. Exibido pela primeira vez na retrospectiva Salon d'Automne de 1906, foi provavelmente uma influência direta em Les Demoiselles. Sweetman escreve: "A estátua Oviri de Gauguin, que foi exibida com destaque em 1906, deveria estimular o interesse de Picasso tanto pela escultura quanto pela cerâmica, enquanto as xilogravuras reforçariam seu interesse pela gravura, embora fosse o elemento do primitivo em todas elas que mais condicionou a direção que a arte de Picasso tomaria. Esse interesse culminaria no seminal Les Demoiselles d'Avignon.
Em 2006, uma versão em bronze de Oviri foi vendida na Christie's de Nova York por US$ 251.200.

## Exposições recentes
- Toquio, Loja de Departamento de Seibu; Kyoto, Musée National d'Art Moderne, e Fukuoka, Centre Culturel, Gauguin, agosto de 1969, no. 110
- Munich, Haus der Kunst, Weltkulturen und Moderne Kunst, XX Olimpíadas, julho–agosto de 1972, no. 1726
- The Colour of sculpture 1840–1910, Henry Moore Institute, Leeds, 1996[56]
- Gauguin Tahiti, Paris, 2003[57]
- Gauguin Tahiti, Museum of Fine Arts, Boston, 2004[58]
- Chefs-d'oeuvre du musée d'Orsay pour le 150e anniversaire de la galerie Tretyakov, Galeria Tretyakov, Moscou, 2006[59]
- Cézanne to Picasso, Ambroise Vollard, Patron of the Avant-Garde, Metropolitan Museum of Art, Nova York, 2006[60]
- Cézanne to Picasso, Ambroise Vollard, Patron of the Avant-Garde, Art Institute of Chicago, 2007[61]
- Gauguin, Maker of Myth. Tate Modern, Londres, 2010[62]
- Gauguin, Maker of Myth, National Gallery of Art, Washington D.C., 2011[63]
- Gauguin Polynesia, Ny Carlsberg Glyptotek, Copenhagen, 2011[64]
- Gauguin Polynesia, Seattle Art Museum, Seattle, 2012[65]
- Gauguin, Metamorphosis; MoMA, Nova York, 2014[66]
- Paul Gauguin, Fondation Beyeler, Riehen, 2015[67]